# KBS 뉴스 7 경남
《KBS 뉴스 7 경남》은 KBS 창원 1TV에서 매주 월요일부터 목요일 오후 7시, 금요일 오후 7시 20분에 방송 중인 경남 지역 저녁 종합 뉴스 프로그램이다.

## 개요
KBS 창원 7시 뉴스로 읽는다.

## 방송 시간
| 방송 채널    | 방송 기간                         | 방송 시간                                                                          | 방송 분량                            |
| ------------ | --------------------------------- | ---------------------------------------------------------------------------------- | ------------------------------------ |
| KBS 창원 1TV | 2019년 11월 7일 ~ 2020년 1월 30일 | 매주 목요일 오후 7시 ~ 오후 7시 40분                                               | 40분                                 |
| KBS 창원 1TV | 2020년 2월 3일 ~ 현재             | 매주 월요일 ~ 목요일 오후 7시 ~ 오후 7시 40분 금요일 오후 7시 20분 ~ 오후 7시 40분 | 월요일 ~ 목요일 : 40분 금요일 : 20분 |

## 앵커

### 월요일 ~ 목요일
| 대수 | 진행자          | 진행 기간                        | 비고  |
| ---- | --------------- | -------------------------------- | ----- |
| 1대  | 이아롬 아나운서 | 2019년 11월 7일 ~ 2021년 6월 3일 | [ 1 ] |
| 2대  | 심인보 아나운서 | 2021년 6월 7일 ~ 2024년 3월 21일 | [ 2 ] |
| 3대  | 송지원 아나운서 | 2024년 3월 25일 ~ 현재           | [ 3 ] |

### 서브·금요일·확대 편성 이전
- 확대 편성 이전

| 대수 | 진행자             | 진행 기간                              | 비고 |
| ---- | ------------------ | -------------------------------------- | ---- |
| 1대  | 김재홍 아나운서    | 2005년 10월 31일 ~ 일자 불명           |      |
| 2대  | 노병무 아나운서    | 일자 미상 ~ 2014년 8월 일자 미상       |      |
| 3대  | 박소영 아나운서    | 2014년 8월 일자 미상 ~ 2015년 5월 29일 |      |
| 4대  | 노병무 아나운서    | 2015년 6월 1일 ~ 2015년 11월 20일      |      |
| 5대  | 이재성 아나운서    | 2015년 11월 23일 ~ 2016년 1월 22일     |      |
| 6대  | 신석진 아나운서    | 2016년 1월 25일 ~ 2016년 6월 10일      |      |
| 7대  | 이재성 아나운서    | 2016년 6월 13일 ~ 2017년 일자 미상     |      |
| 8대  | 신석진 아나운서    | 2017년 일자 미상 ~ 2019년 7월 2일      |      |
| 9대  | 송지원 아나운서    | 2019년 7월 3일 ~ 2019년 9월 27일       |      |
| 10대 | 김진웅 前 아나운서 | 2019년 9월 30일 ~ 2019년 11월 6일      |      |

- 서브·금요일

| 대수 | 진행자             | 진행 기간                          | 비고   |
| ---- | ------------------ | ---------------------------------- | ------ |
| 1대  | 김진웅 前 아나운서 | 2019년 11월 7일 ~ 2021년 6월 3일   | [ 6 ]  |
| 2대  | 송지원 아나운서    | 2021년 6월 7일 ~ 2021년 7월 1일    |        |
| 3대  | 김민정 아나운서    | 2021년 7월 5일 ~ 2021년 8월 20일   |        |
| 4대  | 박경익 前 아나운서 | 2021년 8월 23일 ~ 2022년 12월 29일 | [ 8 ]  |
| 임시 | 송지원 아나운서    | 2023년 1월 2일 ~ 2023년 1월 5일    |        |
| 임시 | 심인보 아나운서    | 2023년 1월 9일 ~ 2023년 1월 19일   |        |
| 임시 | 송지원 아나운서    | 2023년 1월 25일 ~ 2023년 1월 31일  |        |
| 5대  | 이규석 아나운서    | 2023년 2월 1일 ~ 2023년 2월 16일   |        |
| 6대  | 이예원 前 아나운서 | 2023년 2월 20일 ~ 2024년 2월 2일   | [ 10 ] |
| 7대  | 윤준건 아나운서    | 2024년 2월 5일 ~ 2024년 10월 17일  | [ 11 ] |
| 8대  | 방수빈 아나운서    | 2024년 10월 21일 ~ 2025년 2월 7일  |        |
| 9대  | 윤준건 아나운서    | 2025년 2월 10일 ~ 현재             |        |

## 코너

### 월요일 ~ 목요일
| 코너명           | 진행자          |
| ---------------- | --------------- |
| 오늘의 주요 뉴스 |                 |
| 여기는 진주      | 안유리 아나운서 |
| 간추린 소식      | 윤준건 아나운서 |
| 클로징           | 송지원 아나운서 |

## 타이틀 변천사
현재 타이틀은 2020년 2월 3일부터를 기준으로 한다.
| 기수 | 프로그램 타이틀 | 진행 기간                         |
| ---- | --------------- | --------------------------------- |
| 1기  | 7시 오늘 경남   | 2019년 11월 7일 ~ 2020년 1월 30일 |
| 2기  | KBS 뉴스 7 경남 | 2020년 2월 3일 ~ 현재             |

## 경쟁 프로그램
- MBC 5시 뉴스와 경제 경남 (MBC 경남 TV)
- KNN 뉴스투데이 (KNN TV)